# Nationalpark Taksin Maharat
Der Nationalpark Taksin Maharat (Thai: อุทยานแห่งชาติ ตากสินมหาราช) ist ein Nationalpark in der Provinz  Tak. Die Provinz Tak liegt im westlichen Teil der Nordregion von Thailand an der Grenze nach Myanmar.

## Geschichte
Der Taksin Maharat-Nationalpark wurde am 23. Dezember 1981 zum 40. Nationalpark des Landes erklärt und trug ursprünglich den Namen „Ton-Krabak Yai-Nationalpark“ (Thai: อุทยานแห่งชาติ ต้นกระบากใหญ่), nach dem riesigen Krabak-Baum, der sich hier befindet. Er wurde später zu Ehren des Königs Taksin, der lange Zeit als Gouverneur in Tak residierte, in Taksin-Maharat-Nationalpark umbenannt.
Diese Gegend war in früheren Zeiten ein wichtiges Einfallstor der birmanischen Truppen nach Osten und Norden. So kamen hier auch die großen Armeen von König Alaungphaya vorbei, um das Reich Lan Na im Norden und Ayutthaya im Südwesten anzugreifen. 

## Lage und Topografie

### Lage
Der Taksin Maharat-Nationalpark liegt im Landkreis (Amphoe) Mae Sot, etwa 15 Kilometer westlich von Tak in der Nähe der Fernstraße 105. Die Fläche des Parks liegt bei rund 262 km². Nicht weit entfernt befindet sich der Lan Sang-Nationalpark.

### Topografie
Die Gegend besteht aus steilen und rauen Felsen. Immergrüner Wald und Nadelwald bedeckt die größeren Höhenlagen, während in den unteren Höhenlagen Mischwald und Dipterocarp-Wald vorherrschen. Die höchste Erhebung ist der Berg Thanon Thongchai (Thai: ถนนธงชัย).

## Klima
Bedingt durch die Höhenlage herrschen hier für Mitteleuropäer relativ angenehme Temperaturen, in der kühlen Jahreszeit zwischen November und Februar kann es in den Nächten recht frisch sein.

## Fauna und Flora
In den Wäldern gibt es zahlreiche Tierarten, beispielsweise den Serau.

## Sehenswürdigkeiten

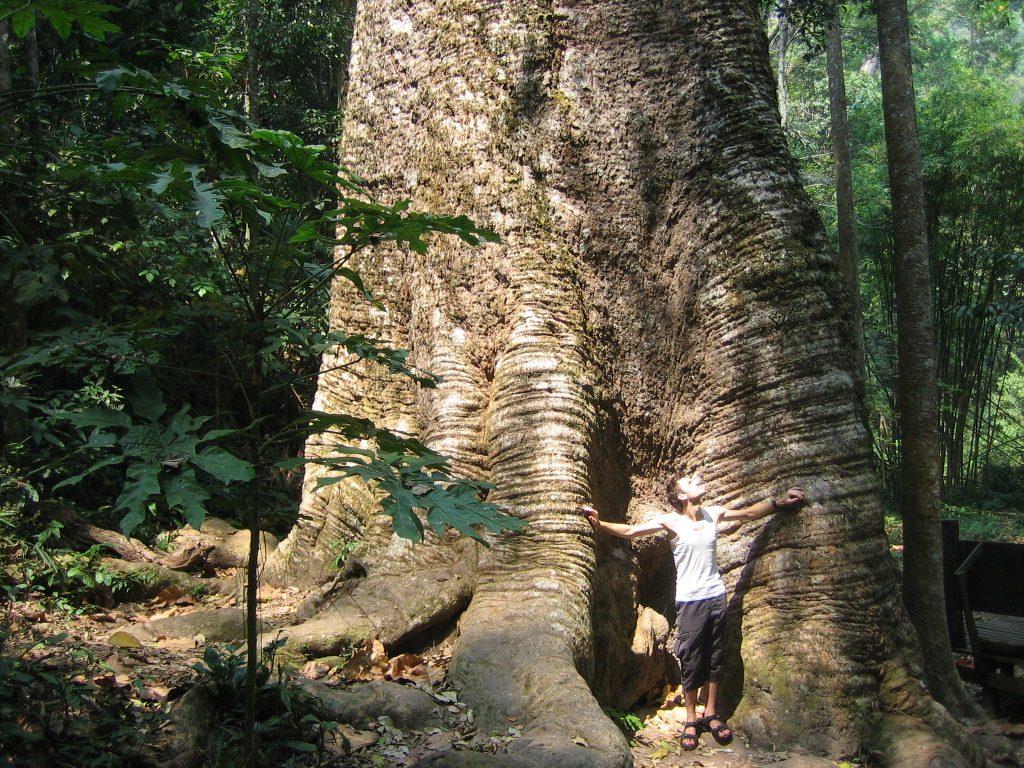
Stamm des Ton Krabak Yai

Sehenswert ist eine ausgesprochene geologische Seltenheit: eine natürliche Steinbrücke (Saphan Hin - สะพานหินธรรมชาติ), die zwei Kliffe verbindet. Sie misst 25 Meter in der Breite und etwa 30 Meter in der Länge. Ihre Höhe über dem durchfließenden Flüsschen liegt bei etwa 25 Metern. Saphan Hin ist rund 10 km von der Parkverwaltung entfernt.
Zudem steht etwa 4 Kilometer von der Parkverwaltung der größte Krabak-Baum (Anisoptera costata; Thai: ต้นกระบากใหญ่) des Landes. Er ist 50 Meter hoch und misst 16,1 Meter im Umfang. Auf etwa 30 Metern ist der Stamm kahl, um sich dann in gewaltige Äste aufzuteilen. Sein Alter wird auf 700 Jahre geschätzt.
Der größte Wasserfall ist der Sam Muen Thung (Thai: น้ำตกสามหมื่นทุ่ง), weitere Wasserfälle sind der Wasserfall Nam Tok Pang A Yai (Thai: น้ำตกปางอ้าใหญ่) und der Wasserfall Nam Tok Pha Khao-Pha Daeng (Thai: น้ำตกผาขาว–ผาแดง).